# Prybuschschja
Prybuschschja (ukrainisch Прибужжя; russisch Прибужье Pribuschje) ist ein Dorf im Nordwesten der ukrainischen Oblast Mykolajiw mit etwa 1900 Einwohnern.

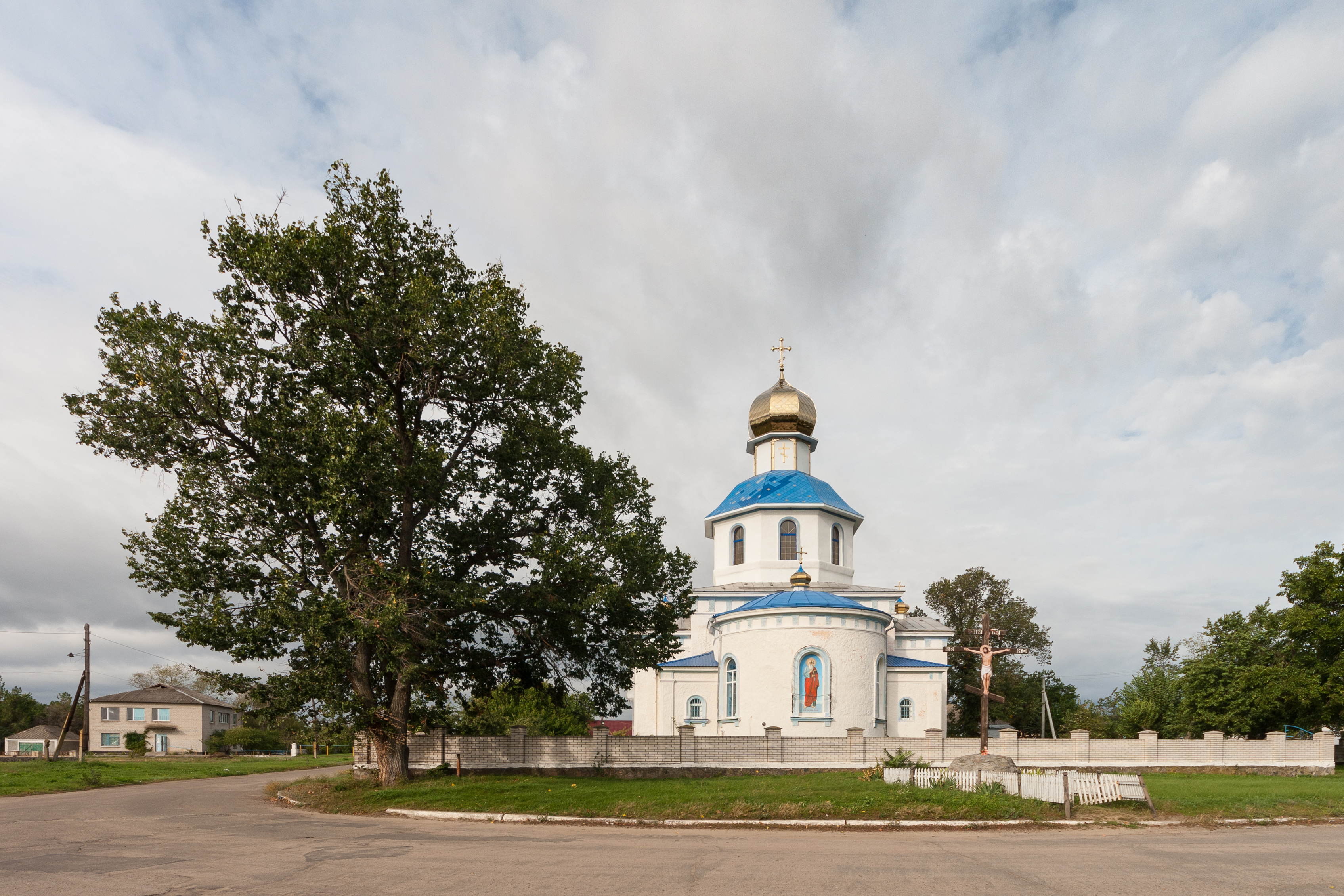
Kirche im Ort

Das Dorf wurde im 18. Jahrhundert auf den Grundmauern einer älteren türkischen Siedlung gegründet und liegt am Südlichen Bug, 13 Kilometer nördlich der Rajonshauptstadt Wosnessensk und 96 Kilometer nordwestlich der Oblasthauptstadt Mykolajiw, die ehemalige Rajonshauptstadt Domaniwka befindet sich 19 Kilometer westlich des Ortes. Bis zum 1. Februar 1945 trug der Ort den ukrainischen Namen Akmetschetka (Акмечетка).

## Verwaltungsgliederung
Am 3. Oktober 2017 wurde das Dorf zum Zentrum der neugegründeten Landgemeinde Prybuschschja (Прибузька сільська громада/Prybuska silska hromada). Zu diesem zählten auch noch die 12 in der untenstehenden Tabelle aufgelisteten Dörfer, bis dahin bildete es zusammen mit den Dörfern Anetiwka und Schtschuzke die gleichnamige Landratsgemeinde Prybuschschja (Прибузька сільська рада/Prybuska silska rada) im Osten des Rajons Domaniwka.
Am 17. Juli 2020 kam es im Zuge einer großen Rajonsreform zum Anschluss des Rajonsgebietes an den Rajon Wosnessensk.
Folgende Orte sind neben dem Hauptort Prybuschschja Teil der Gemeinde:
| Name                     | Name               | Name                                        |
| ukrainisch transkribiert | ukrainisch         | russisch                                    |
| ------------------------ | ------------------ | ------------------------------------------- |
| Akmetschetski Stawky     | Акмечетські Ставки | Акмечетские Ставки (Akmetschetskije Stawki) |
| Anetiwka                 | Анетівка           | Анетовка (Anetowka)                         |
| Bohdaniwka               | Богданівка         | Богдановка (Bogdanowka)                     |
| Buski Porohy             | Бузькі Пороги      | Бугские Пороги (Bugskije Porogi)            |
| Kalyniwka                | Калинівка          | Калиновка (Kalinowka)                       |
| Kyjiw                    | Київ               | Киев (Kijew)                                |
| Marjiwka                 | Мар’ївка           | Марьевка (Marjewka)                         |
| Petriwka                 | Петрівка           | Петровка (Petrowka)                         |
| Ptytsche                 | Птиче              | Птичье (Ptitschje)                          |
| Schtschuzke              | Щуцьке             | Щуцкое (Schtschuzkoje)                      |
| Wynohradnyj Sad          | Виноградний Сад    | Виноградный Сад (Wynogradny Sad)            |
| Zwitkowe                 | Цвіткове           | Цветково (Zwetkowo)                         |